# سيلين ما
سيلين ما (بالصينية: 馬蹄露) هي ممثلة صينية (وحملت سابقاً جنسية هونغ كونغ البريطانية)، ولدت في 6 ديسمبر 1967 في هونغ كونغ البريطانية.

## وصلات خارجية
- سيلين ما على موقع IMDb (الإنجليزية)
- سيلين ما على موقع قاعدة بيانات الفيلم (الإنجليزية)